# Abraham Abulafia
Abraham ben Samuel Abulafia fue un cabalista aragonés, nacido en Zaragoza (1240-1291) que vivió en Tudela y viajó por Tierra Santa en 1260. Luego se instaló en Italia desde donde viajó a Barcelona y a Grecia en 1271 y 1273, respectivamente. En 1280 fue a Roma con el objetivo de convertir al judaísmo al papa Nicolás III. En Sicilia anunció la llegada del Mesías para el año 1290. Entre otras obras escribió Los secretos de la guía, comentarios a la Guía de los Perplejos de Maimónides, considerando la doctrina filosófica derivada de las premisas de dicha obra no contraria a la mística. De hecho, los comentarios tratan de hallar un nexo lógico entre su propia posición y la de Maimónides.
A partir de 1258 Abulafia visita el Oriente, Grecia e Italia. Es influido por Baruch Togarmi, que escribió una "Clave de la cábala" al Séfer Ietzirá. Desde 1270 de vuelta en la península ibérica, sufre en Barcelona su primera experiencia de un éxtasis profético.
En los países mediterráneos Abulafia se presentó como el esperado Mesías; afirmaba que la esperanza mesiánica de los judíos se había cumplido con él. Intentó en 1281 convertir al judaísmo al papa Nicolás III. El pontífice, que se encontraba en Soriano, ordenó (según el propio Abulafia en el Sefer ha-Oth) que fuese quemado en las afueras de la ciudad. Sin embargo, Nicolás III, murió la noche antes de la llegada de Abulafia, quien fue liberado después de pasar veintiocho días detenido en el colegio de los franciscanos.
Sus últimos años los pasó viajando por Italia y desde 1291 se pierden sus pasos. Murió en Isla de Malta en 1292.
Abulafia recopiló 26 escritos teóricos, de los que se conservan varios, y 22 obras proféticas. A pesar de ser uno de los grandes místicos y pensadores judíos de Sefarad, su obra no ha sido tan traducida al español como la de otros rabinos del territorio como Maimónides o Nahmánides. De hecho, hasta 2018 sus textos permanecían inéditos en lengua española, hasta la publicación del "Sefer haOth" (o Libro del signo) por parte de la Editorial Escuela de Misterios, y del "Or haSejel" (o La Luz del Intelecto) a cargo de Ediciones Obelisco.
Sefer haOth se editó por Taurus en 1983 en Literatura Mística Española I, junto a otros escritos. pag.188-206.
Abulafia defendía que el hombre en estado de éxtasis tiene acceso a su ser profundo. Quería popularizar un método de conocimiento místico llamado "Camino de las ideas". Esta disciplina la completaba el "Camino del Sefiroth". Sus enseñanzas muestran paralelismos con el yoga y el tantra. Entre sus discípulos está Yosef ben Abraham Chicatella.

## Abulafia en la literatura
En El péndulo de Foucault, la novela de Umberto Eco, el ordenador del protagonista se llama Abulafia.
En el libro La Conjura Sixtina de Philipp Vandenberg, se incluye a Abulafia y su influencia sobre Miguel Ángel Buonarroti como parte de la trama del libro.
En el libro Y seréis como dioses, Erich Fromm dice que "en 1284 Abraham Abulafia, de Tudela, anunció su pretensión de ser el mesías y que el año 1290 sería el de su aparición mesiánica. Pero una carta escrita por una de las autoridades rabínicas de España, el rabí Shlomo ben Adret, hizo que su intentona se derrumbara casi inmediatamente. Pero él siguió en el camino de la anarquía (Paidós, 1960, p. 129).
En la novela Ciudad Permutación de Greg Egan, la clave de acceso de Paul Durham a su ventana interface es "Abulafia".
En la novela Bee Season de Myla Goldberg, Eliza una niña campeona de deletreo mueve a su padre estudioso del misticismo y sobre todo de Abulafia, en España editada como La estación de las letras en 2001 en ediciones RBA. Se llevó al cine como La huella del silencio en 2006, protagonizada por Richard Gere.